# 伦敦亲希腊委员会
伦敦亲希腊委员会（英語：London Philhellenic Committee）是一个1823年至1826年存在的亲希腊团体，目的是为了支持希腊从奥斯曼帝国统治下独立的战争，主要方式包括为希腊订购军事物资和筹集贷款支持刚刚独立的希腊政府。委员会第一次会议于1823年2月28日在河岸街举行。
该委员会主要由寶寧和爱德华·布拉奎尔（Edward Blaquiere）发起成立，早期成员还有杰里米·边沁、拜伦勋爵。其他成员还有弗朗西斯·伯德特、約翰·霍布豪斯、约瑟夫·休谟、爱德华·埃利斯和大卫·李嘉图。
有两个原因导致了委员会的成立，一是1822年卡蘇里子爵羅伯特·史都華去世，亲希腊的喬治·坎寧担任外交大臣；二是拜伦加入了希腊独立事业。